# Szele Péter
Szele Péter (írói álneve: szelep) (Kolozsvár, 1940. február 8. –) erdélyi magyar tördelőszerkesztő, újságíró, író.

## Életútja, munkássága
Szülővárosában végezte a középiskolát, majd a bukaresti D. Marinescu Nyomdaipari Technikumban tanult. Dolgozott a kolozsvári és a nagyváradi Nyomdaipari Vállalatnál, tördelőtitkárként az Előre szerkesztőségében (1969), tördelőszerkesztőként A Hétnél (1970–83), majd nyugdíjazásáig (1990) a bukaresti Informaţia Nyomdaipari Vállalatnál. Munkatársa volt a bukaresti Viitorul és Viitorul Românesc napilapok szerkesztőségének (1990–93), majd az Intercontempress kiadónak (1993–95).
Első írása az Utunkban jelent meg 1963-ban. Riportokkal, tudósításokkal, beszámolókkal, könyvismertetésekkel, képzőművész-portrékkal, filmismertetőkkel, dzsesszfesztivál-beszámolókkal szerepelt az Utunk, Ifjúmunkás, Művelődés, Könyvtári Szemle, Munkásélet, Fáklya hasábjain. Novelláit az Utunk, Ifjúmunkás, Hargita közölte.

## Kötete
- Győzni. Novellák. Veress Zoltán előszavával (Bukarest, 1969. Forrás).